# 泰瑞·河村
泰瑞·昭男·河村（音譯，1949年12月10日—1969年3月20日），是一名美國陸軍的日裔士兵，亦有華裔美國人及夏威夷族血統，因為參加越南戰爭而獲頒美軍等級最高的軍事榮銜——榮譽勳章。

## 生平
泰瑞·河村生長於日裔家庭，父親是具有四分之一華人血統的夏威夷日裔人，1945年至1972年間服役於美國陸軍，以士官長之階退伍。母親亦為日僑。
1968年在歐胡島入伍，之後隨部隊前往越南。1969年3月20日，他身為一名隸屬於第173空降旅第173工兵連的下士，在南越中部平定省的雷德克里夫營（Camp Radcliff）時，遭遇越共軍襲擊。當天的戰鬥中，敵人朝美軍陣地投擲炸彈，河村撲到炸彈上，以肉身為同袍抵擋爆炸威力，當場犧牲，得年僅19歲。
之後，河村被運回美國，安葬在夏威夷米利拉尼鎮的紀念公園。美國總統尼克森親手將榮譽勳章交給河村的家人。

## 表揚
以下是泰瑞·河村的榮譽狀：
第173工兵連下士河村，在超乎職責之上、使自身性命臨危的行動中表現出英勇與無畏，並因此壯舉而卓越。當敵軍爆破部隊攻入陣地，以自動武器射擊時，河村下士不顧槍林彈雨，奔向自己的武器。此時一場激烈爆炸將屋頂轟開一個洞、擊倒房間內的人。而河村下士一躍而起，持槍奔向門口準備反擊，卻看到另一捆炸藥從天花板的洞口掉入屋內，立刻了解房裡兩名同袍正置於險境中，而大聲警告他們。儘管河村下士的所在位置足以讓自己及時逃開，他仍毫不遲疑地掉頭轉身，撲到炸藥上，完全捨棄自身安全，才使隊上弟兄免於嚴重傷亡的厄運。河村下士超凡的勇氣與無私乃軍隊最崇高的傳統，並替他本人、所屬部隊及美國陸軍帶來莫大的榮譽。[註1]
夏威夷惠勒陸軍飛行場向東面對米利拉尼鎮的基地大門即以河村下士命名，以茲紀念。